# ديدييه ديشامب
ديدييه ديشامب (بالفرنسية: Didier Deschamps) لاعب كرة قدم فرنسا سابق، ولد في 15 أكتوبر 1968 في مدينة بايون. كان قائد المنتخب الفرنسي الفائز بكأس العالم لكرة القدم 1998، كما كان قائد المنتخب الفرنسي الفائز ببطولة أوروبا 2000، يلعب في خط الوسط. انضم إلى إدارة كرة القدم. وقد كان مدرب لنادي موناكو في الدوري الفرنسي الأول حتى استقال في 19 سبتمبر 2005 بعد بدايته السيئة للموسم.

## مشاركته على صعيد الأندية
ديدييه ديشان اللاعب الدولي السابق للمنتخب الفرنسي والمدرب السابق لنادي موناكو وأيضاً نادي يوفنتوس الإيطالي. بدأ مسيرته الكروية مع نادي نانت الفرنسي في الأشبال حيث لعب مع نادي الكناري للأشبال موسمين من 1983 إلى 1985. وبعدما صعد ديشان إلى الفريق الأول ولعب أربعة مواسم مع نادي نانت لعب فيها 199 مباراة وسجل (6 اهداف) ثم في موسم 1989 / 1990 أنتقل إلى النادي الجنوبي لفرنسا أولمبيك مارسيليا ولم يلعب كثيرًا ديشان مع مارسيليا في هذا الموسم حيث لعب سوى (25 مباراة) سجل من خلالها 4 اهداف لكن ديشان استطاع أن يفوز بأول لقب له في مسيرته الكروية حيث فاز مع مارسيليا بقلب الدوري الفرنسي وبعد هذا الموسم مع مارسيليا انتقل إلى نادي جيروندان بوردو اين أدى موسم جيد في هذا النادي لكنه سرعان ما عاد إلى نادي اولمبيك مارسيليا.

## مشاركته على الصعيد الدولي
استدعي ديشان لأول مرة ليلعب في منتخب فرنسا لكرة القدم على يد ميشيل بلاتيني في العام 1989 وذلك عندما لعبت ضد يوغوسلافيا، آنذاك كان الفريق الفرنسي، في اسوء فتراته. وفشل المنتخب في التأهل إلى كأس العالم للأعوام 1990 و1994. وفي عام 1996 عين ديشان قائداً للمنتخب الفرنسي لأول مرة في العام 1996 وذلك في مباراة ودية ضد ألمانيا استعداداَ لبطولة أوروبا 1996.
كان ديشان قائدا للمنتخب الفرنسي عندما أحرز في العام كأس العالم 1998، حيث أدى دوراً تكاملياً في الفريق. وكذلك فقد كان كابتن الفريق عندما فازوا في بطولة أوروبا 2000. بعد ذلك قد أعلن ديشان قرار اعتزاله بعد أن قام بلعب مباراة احتفالية ضد فريق فيفا 11 (FIFA XI) في أغسطس 2002. وحين اعتزل كان ديشان حامل لقب صاحب أكبر عدد مباريات في فريق فرنسا.

## مسيرته التدريبية
فاجئ ديدييه ديشان الجميع في موسم 2001 حيث فور قرار اعتزاله لعب كرة القدم عندما كان في نادي فالنسيا الإسباني مباشرة اتجه إلى تدريب نادي الإمارة الفرنسية نادي موناكو فرغم أن ديدي ديشامب لاعب كبير جداً وكل المشجعين الفرنسيين يحبونه ويعتبرون من بين أحسن اللاعبين الدين مروا على المنتخب الفرنسي وأيضا الدوري الفرنسي لكن لا أحد كان ينتظر ان ينجح بهاته الطريقة مع نادي موناكو فهو كان بنظر الكثير غير مكتسب لخبرة التدريب رغم أنه قضى العديد من المواسم في الميادين الأوروبية وفاز بالعديد من الألقاب ولعب في أقوى الدوريات العالمية (الإيطالية والإنجليزية والإسبانية والفرنسية) حيث قضى ديدي ديشان اربع سنوات مع نادي الإمارة موناكو من 2001 إلى غاية 2005 حيث كان ديدي ديشان ناجح في نادي موناكو حيث استطاع أن يبني نادي قوي وينافس على كل الجبهات وكان أول لقب لـ ديدييه ديشان في مسيرته كمدرب في سنة 2003 لقب كأس فرنسا وكان آنداك نادي موناكو مكون بالعديد والعديد من اللاعبين الممتازين جداً في صفوفه خاصة بدكر لاعبين من حجم الحارس الإيطالي فلافيو روما وأيضا جولي كابتن النادي في دلك الوقت وروتين لاعب باريس سان جيرمان وأيضا المهاجم الكرواتي الممتاز دادو بيرشو بدون نسيان المهاجم الإسباني فرناندو موريانتيس.
وفي موسم 2004 كان احسن موسم في تاريخ نادي موناكو على الإطلاق حيث أدى موسم ممتاز جدا في رابطة ابطال أوروبا واستطاع أن يقهر العديد من الأندية الكبيرة جدا في دلك الوقت مثل ريال مدريد نادي القرن كما يسميه البعض وأيضا نادي تشيلسي المدعم بترسانة كبيرة من اللاعبين الممتازين لكن للأسف في المباراة النهائية اصطدم نادي موناكو بنادي بورتو البرتغالي الدي كان هو الآخر مدعم بلاعبين ممتازين جدا مثل ريكاردو كارفالهو المدافع الحالي لنادي ريا مدريد وديكو لاعب تشيلسي بدون نسيان انه كان تحت قيادة المدرب الداهية واحسن مدربي العالم جوزي مورينهو فكانت خسارة موناكو كبيرة في هاته المباراة النهائية (3 - 0). وفي موسم 2005 توقف ديدي ديشامب.
مع نادي موناكو ولم يدرب أي نادي آخر إلى غاية موسم 2006 حين تولى قيادة النادي الإيطالي الكبير والكبير جداً يوفنتوس الإيطالي الذي كان لاعب فيه قبل أن يصبح مدرب فيه وكان نادي يوفنتوس قد اُسقط إلى القسم الثاني الإيطالي بسبب شراء المباريات وشهد النادي الإيطالي في دلك الموسم هجرة جماعية من أبرز لاعبي الفريق الذين اثبتوا بأنهم كانوا يريدون مصلحتهم فقط وحتى العديد من المدربين رفضوا تدريب نادي يوفنتوس قبل أن يتولى ديشامب مهمة تدريب النادي واستطاع في موسمه الأول ان يحقق الصعود مع النادي إلى حضيرة الكبار رغم أن نادي يوفنتوس كان معاقب أيضا في الدرجة الثانية بحرمانه من النقاط حتى في حالة الفوز لكن ديشامب كان أكثر من ممتاز وقاد اليوفي إلى الصعود وبعدها مواصلة المسيرة رغم الحاح الأنصار من اجل مواصلة ديشامب معهم كيف لا وهو صاحب الفضل الكبير عليهم سواء كلاعب مع النادي أو كمدرب.
وسيتولى ديدي ديشامب قيادة ناديه السابق في الدوري الفرنسي نادي أولمبيك مارسيليا بعدما قرر المدرب البلجيكي ايريك غريتيس مغادرة النادي واستقبل أنصار اولمبيك مارسيليا تعيين ديشامب مدرب للنادي المارسيلي خلفا للبجيكي غريتيس بارتياح كبير حيث اعرب الكثير من الأنصار واللاعبين عن فرحهم الشديد بعد هدا القرار لأن كل الأنصار واللاعبين لا يزالون يتدكرون هدا الأسطورة الكبيرة واحد احسن اللاعبين الذين مروا على نادي مارسيليا.

## إنجازاته
لعب ديشان مجموعة من 102 مباراة وأحرز 4 أهداف. وقد صنفه بيليه كواحد من أفضل 125 لاعب وذلك كان في شهر مارس من عام 2004 م.
وفيما يلي تلخيص لانجازات ديشان:
- كأس العالم 1998
- بطولة أوروبا 2000
- دوري أبطال أوروبا في 1993 و1996
- كأس أوروبا الممتاز في 1996
- الدوري الفرنسي الممتاز 1991 و1992
- المجموعة أ لأعوام 1995 و1997 و1998
- كأس إيطاليا لسنة 1995
- الدوري الإيطالي لسنة 1995 و1997
- كأس إنجلترا لسنة 2000
- كأس العالم 2018

## روابط خارجية
- ديدييه ديشامب على موقع الاتحاد الدولي (مؤرشف)  (الإنجليزية)
- ديدييه ديشامب على موقع الاتحاد الأوربي (الإنجليزية)
- ديدييه ديشامب على موقع قاعدة بيانات كرة القدم.إي يو (الإنجليزية)
- ديدييه ديشامب على موقع ليكيب (الفرنسية)
- ديدييه ديشامب على موقع ناشيونال فوتبول تيمز (الإنجليزية)
- ديدييه ديشامب على موقع Soccerbase.com (لاعب) (الإنجليزية)
- ديدييه ديشامب على موقع Soccerbase.com (مدرب) (الإنجليزية)
- ديدييه ديشامب على موقع Soccerway.com (الإنجليزية)
- ديدييه ديشامب على موقع عالم كرة القدم.نت (الإنجليزية)
- ديدييه ديشامب على موقع كووورة